# Серроне
Серроне (итал. Serrone) — коммуна в Италии, располагается в регионе Лацио, подчиняется административному центру Фрозиноне.
Население составляет 2943 человека, плотность населения составляет 196 чел./км². Занимает площадь 15 км². Почтовый индекс — 03010. Телефонный код — 0775.
Покровителем коммуны почитается святой архангел Михаил, празднование 29 сентября.